# Orlistat
L'orlistat (també conegut com a tetrahidrolipstatina) és un fàrmac dissenyat per tractar l'obesitat. Es comercialitza com un medicament de prescripció mèdica sota el nom comercial de Xenical de Roche a la majoria dels països. La seva funció principal és la prevenció l'absorció dels greixos de la dieta humana, actuant com un inhibidor de la lipasa, reduint d'aquesta manera la ingesta calòrica. Està dissenyat per a ser utilitzat en conjunt amb una dieta baixa en calories sota supervisió mèdica.
L'orlistat és el derivat saturat de lipstatina, un potent inhibidor natural de les lipases pancreàtiques aïllades del bacteri Streptomyces toxytricini. No obstant això, a causa de la seva relativa simplicitat i estabilitat, l'orlistat va ser elegit sobre la lipstatina per al desenvolupament d'un fàrmac antiobesitat.
L'eficàcia d'orlistat en la promoció de la pèrdua de pes és significatiu, encara que modest. Les dades agrupades d'assaigs clínics suggereixen que les persones que van prendre l'orlistat, a més de les modificacions d'estil de vida, com la dieta i l'exercici, perden prop de 2 a 3 quilograms més que aquells que no van prendre el medicament durant el transcurs d'un any. L'orlistat també redueix modestament la pressió arterial, i sembla prevenir l'aparició de la diabetis mellitus tipus 2, ja sigui a causa de la pèrdua de pes en si o per a altres efectes; en un assaig controlat aleatori gran, l'orlistat va reduir la incidència de la diabetis en gairebé un 40% en les persones obeses.
L'orlistat destaca pels seus efectes secundaris gastrointestinals (de vegades referit com a efectes del tractament), que poden incloure esteatorrea (femtes soltes i olioses). Aquests efectes disminueixen amb el temps, però són els efectes adversos més freqüents del fàrmac.